# مگا (شبکه تلویزیونی شیلی)
مگا (انگلیسی: Mega)، یک شبکه تلویزیونی پخش رایگان در شیلی متعلق به Mega Media، یک شرکت هلدینگ Bethia است. پخش خود را در ۲۳ اکتبر ۱۹۹۰ آغاز کرد به عنوان اولین شبکه تلویزیونی خصوصی (رسانه تجاری) در کشور شیلی در کانال ۹ در سانتیاگو، آغاز کرد.